# Musée des sciences et techniques de Catalogne
Le Musée de la Science et de la Technique de Catalogne (connu sous l'acronyme mNACTEC) est un musée de Terrassa qui dépend du ministère de la Culture de la Généralité de Catalogne. Il est la tête de pont du réseau Système mNACTEC, chapeautant 20 musées techniques.

## Histoire
Le projet est imaginé dans le milieu des années 1930 et développé à partir de 1976. Le musée est actuellement dirigé par Jaume Perarnau i Llorens, succédant à Eusebi Casanelles i Rahola (de 1984 à 2013) et est la propriété du gouvernement depuis 1984.L'ancienne usine moderniste est agrandie avec de nouveaux bâtiments, dont un à façade photovoltaïque.
Le musée se trouve à Terrassa (Vallès Occidental), dans une ancienne usine textile qui est exemple majeur de l'architecture moderniste de Catalogne : la Vapor Aymerich, Amat i Jover, dessiné par l'architecte Lluís Muncunill (es) et bâti entre 1907 et 1908. L'appellation vapeur découle de l'utilisation la vapeur d'eau comme énergie motrice des machines. Cette machinerie fonctionne toujours et est une des principales attractions du musée.

## Collections et expositions
- Lluís Muncunill, architecte industriel : exposition retraçant les traits de génie de l'architecte du bâtiment
- Aire d'interprétation mNACTEC : espace multifonctionnel de l'héritage industriel[4] ;
- Alsina mentor : visite virtuelle du laboratoire de physique de Ferran Alsina ;
- Corps humain - Comment je suis : le corps humain à travers des jeux interactifs, collection d'instruments médicaux historiques (dons de la Fondation du Musée de l'Histoire de la Médecine de la Catalogne) ;
- Énergie : processus lié à la production d'énergie, expériences pratiques et interactives ;
- Fabrique textile : entreprise industrielle de tapisserie du début du XXe siècle ;
- Homo Faber : évolution technologique du Néolithique à la révolution industrielle ;
- Solarium : expériences interactives pour montrer comment le Soleil fonctionne ;
- Transport et motos Montesa : différents moyens de transport : automobiles, poids-lourds, avions, motos (collection Montesa), vélos, trains (modèle réduit de chemin de fer) et différents types de moteurs.

## Galerie d'images

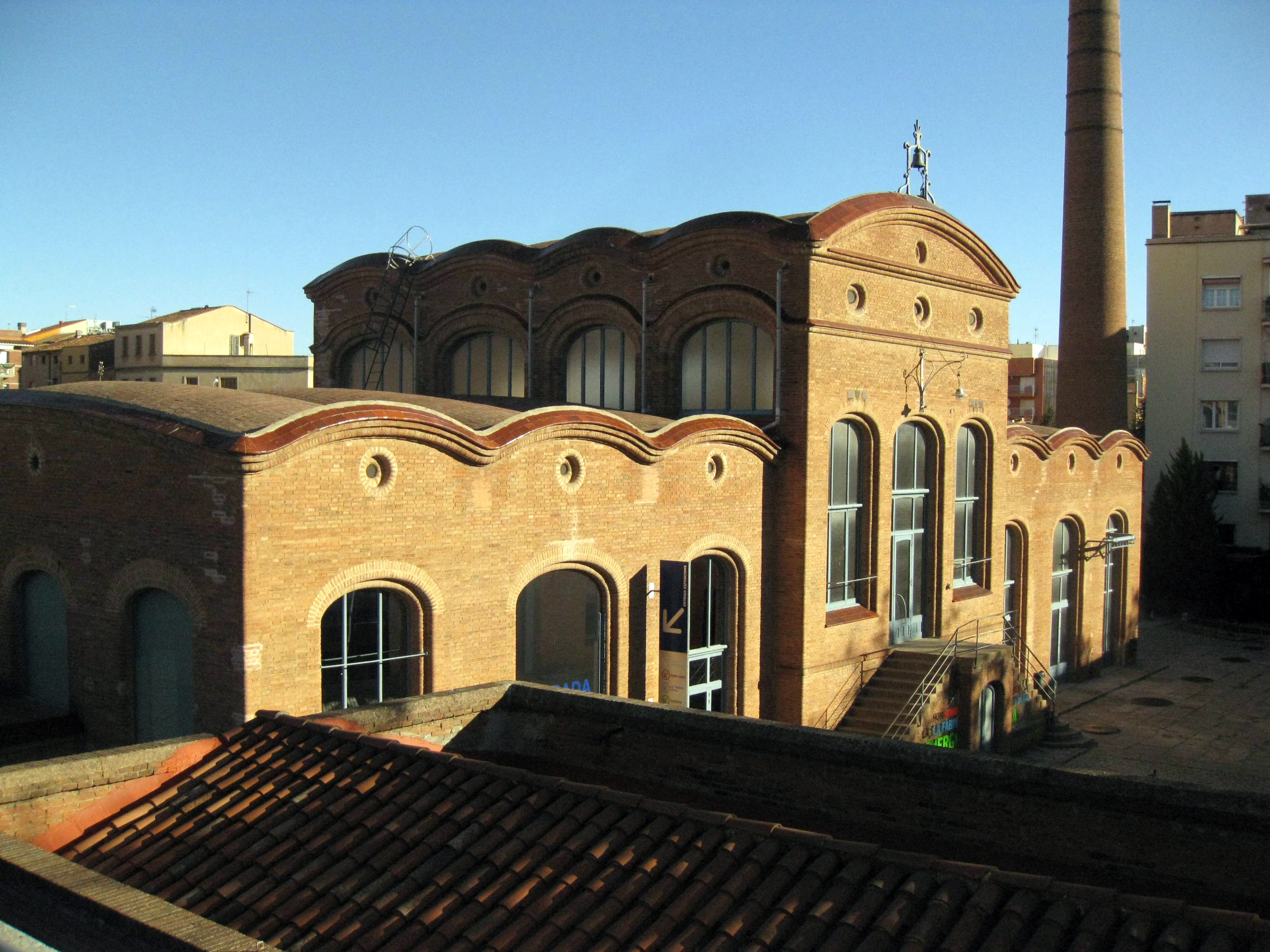
L'usine textile.
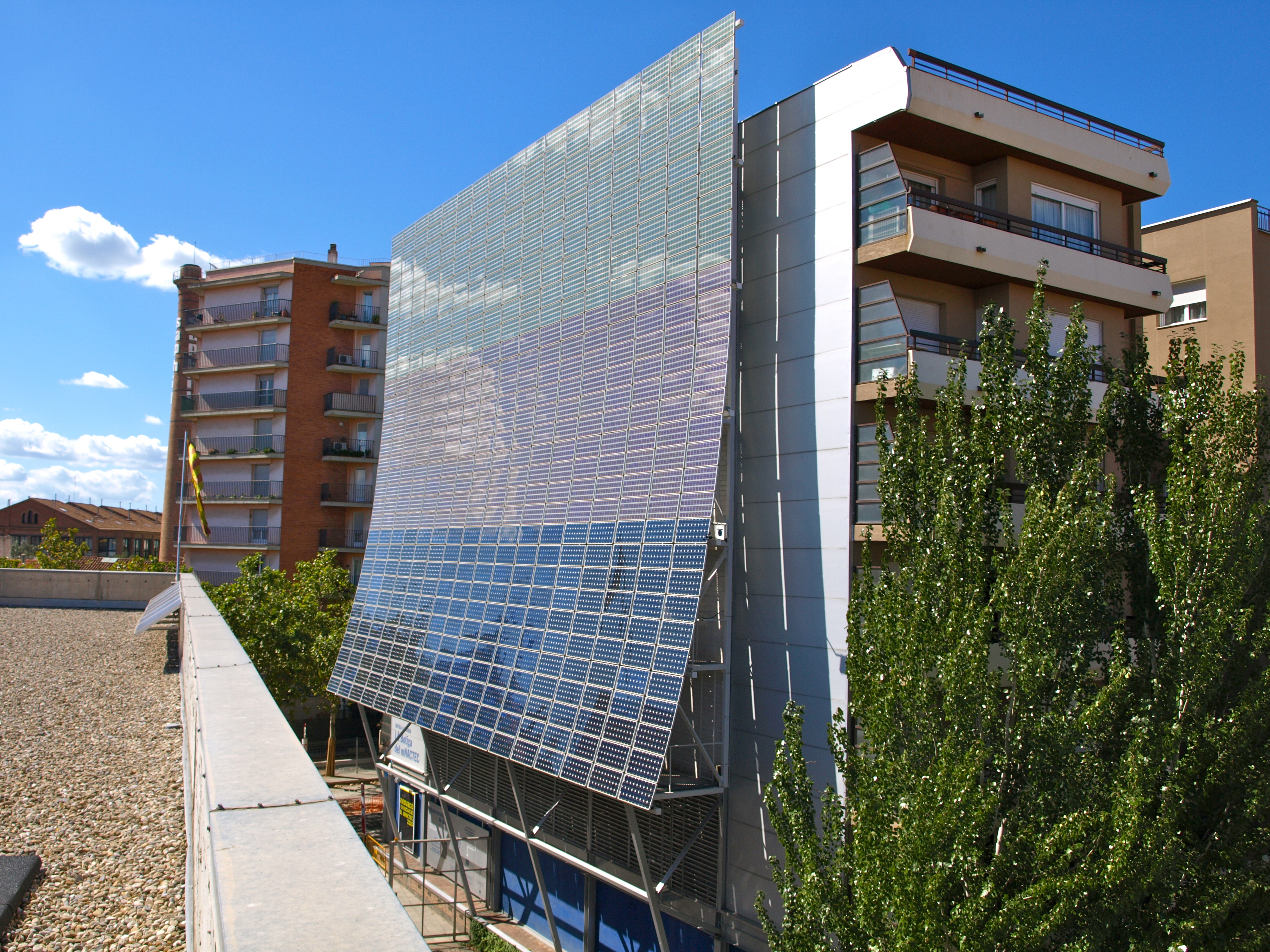
Façade photovoltaïque.
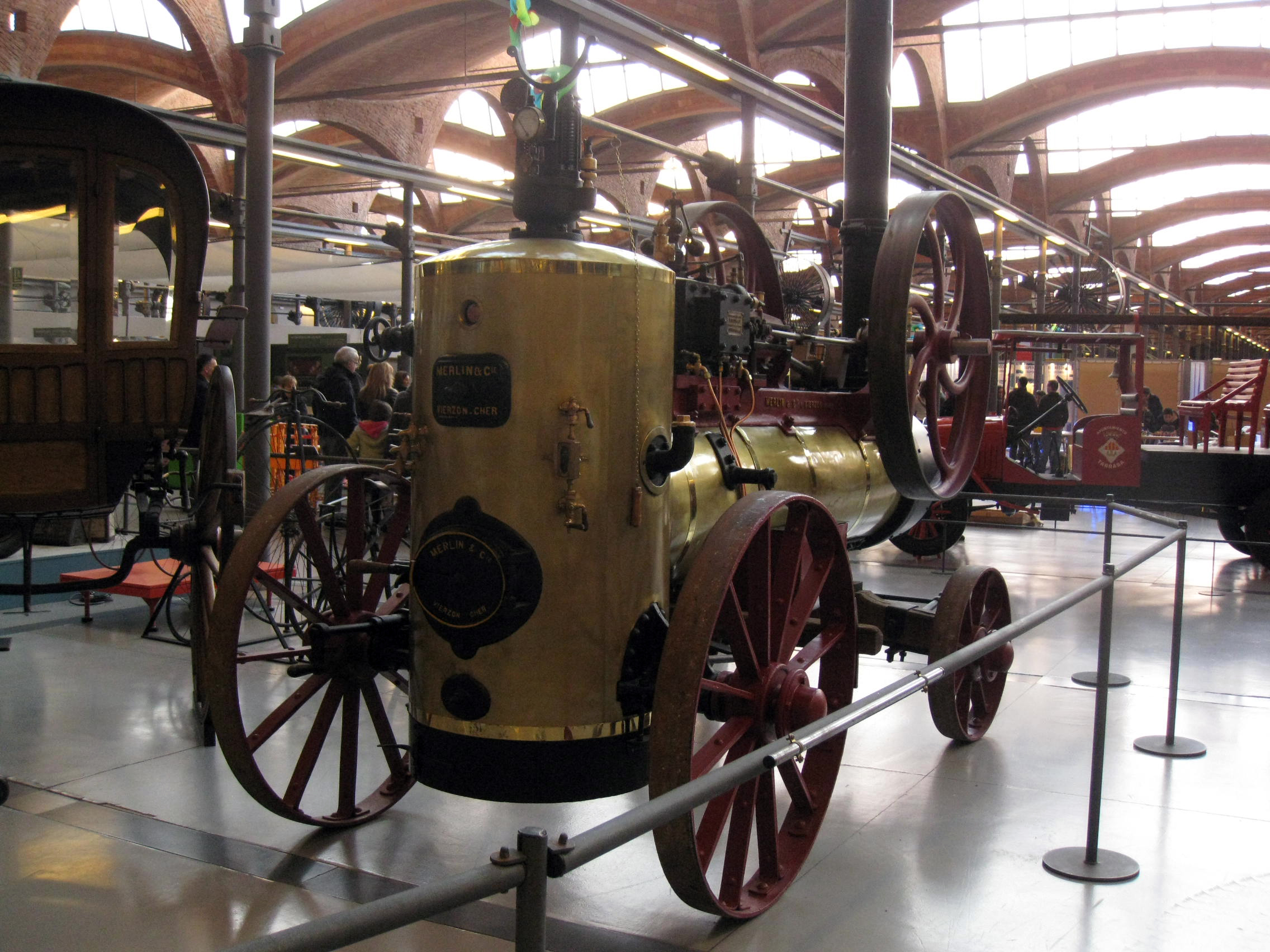
Machine à vapeur.
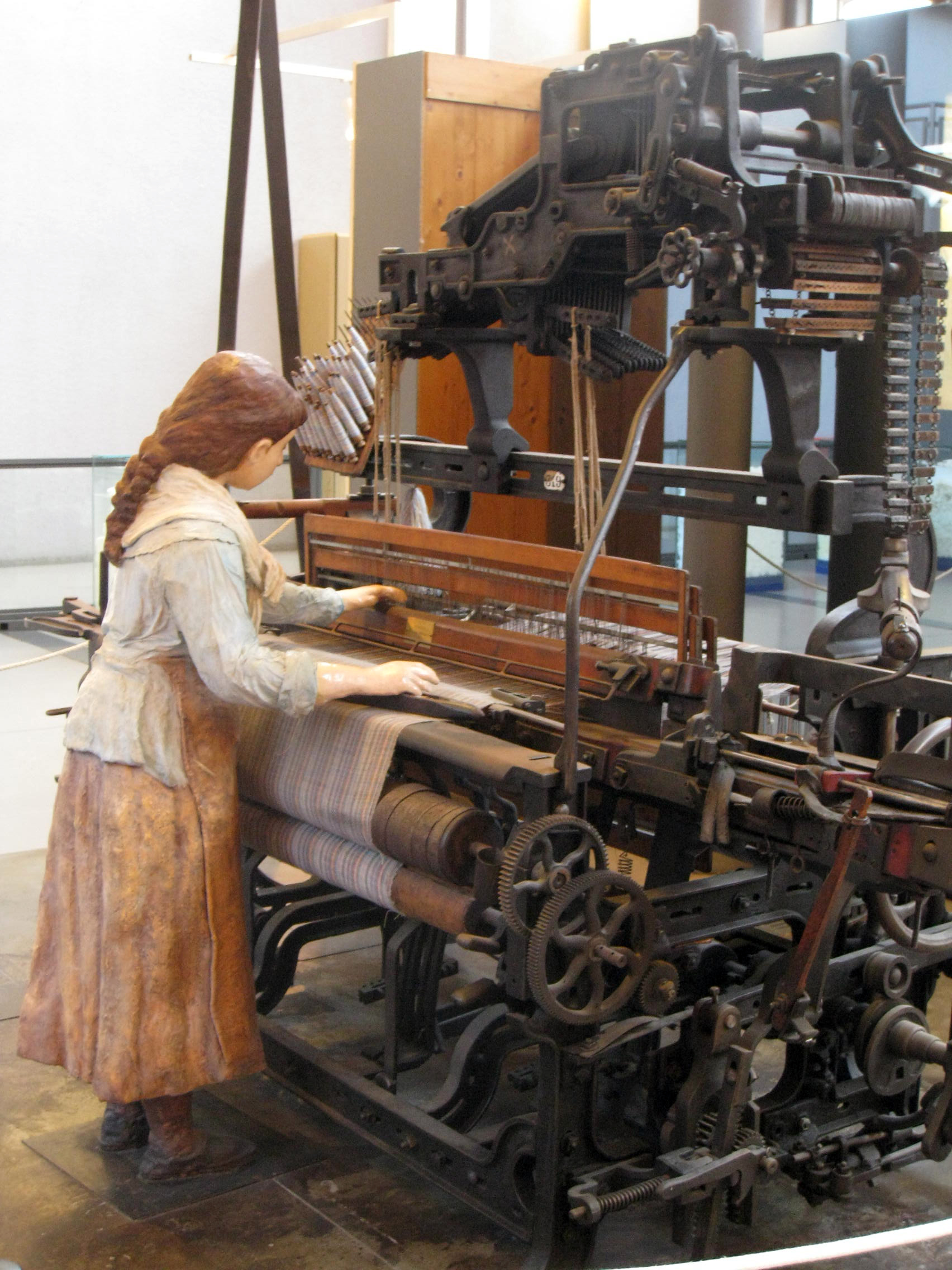
Métier à tisser.
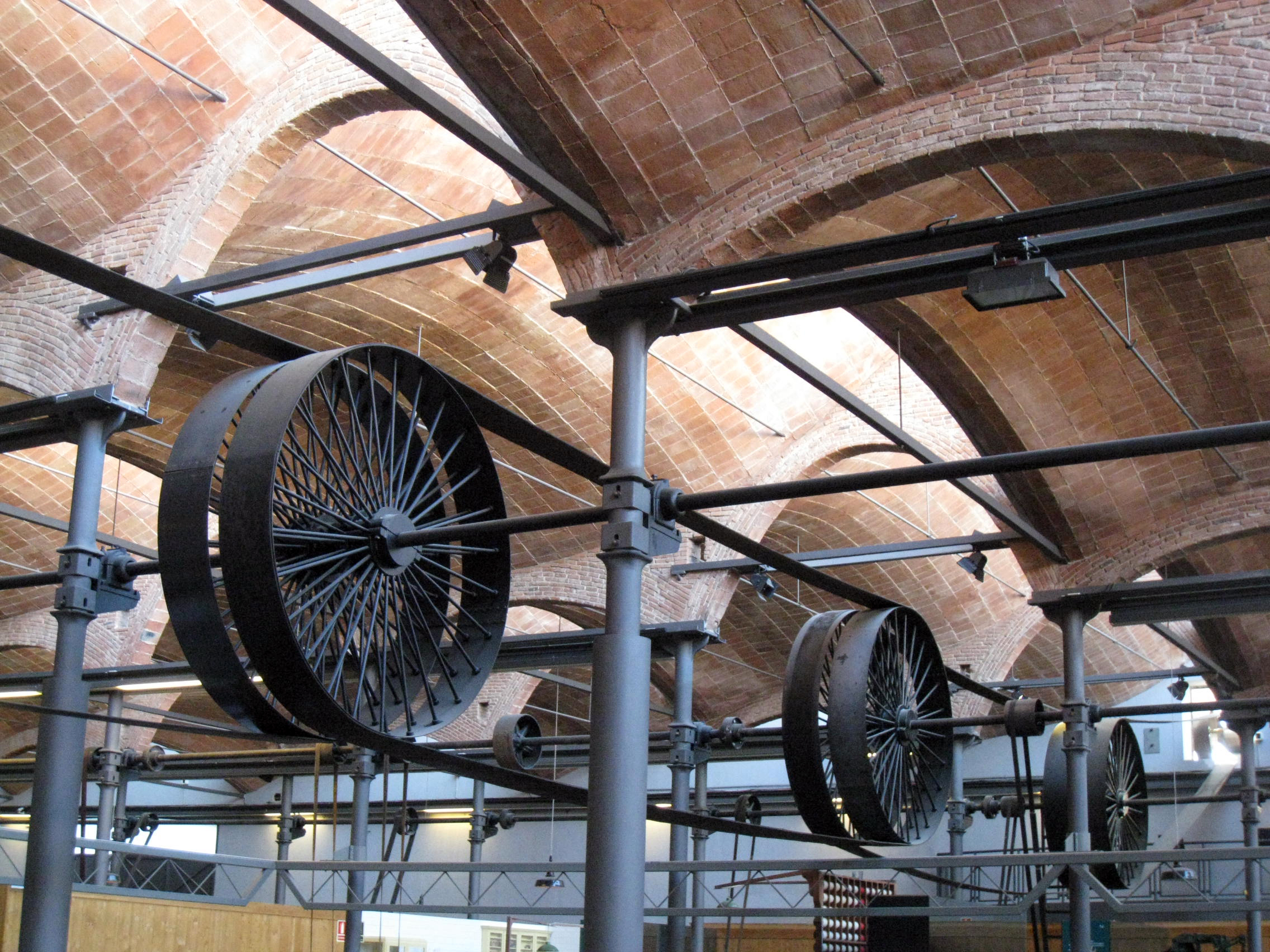
Démultiplicateurs de force.
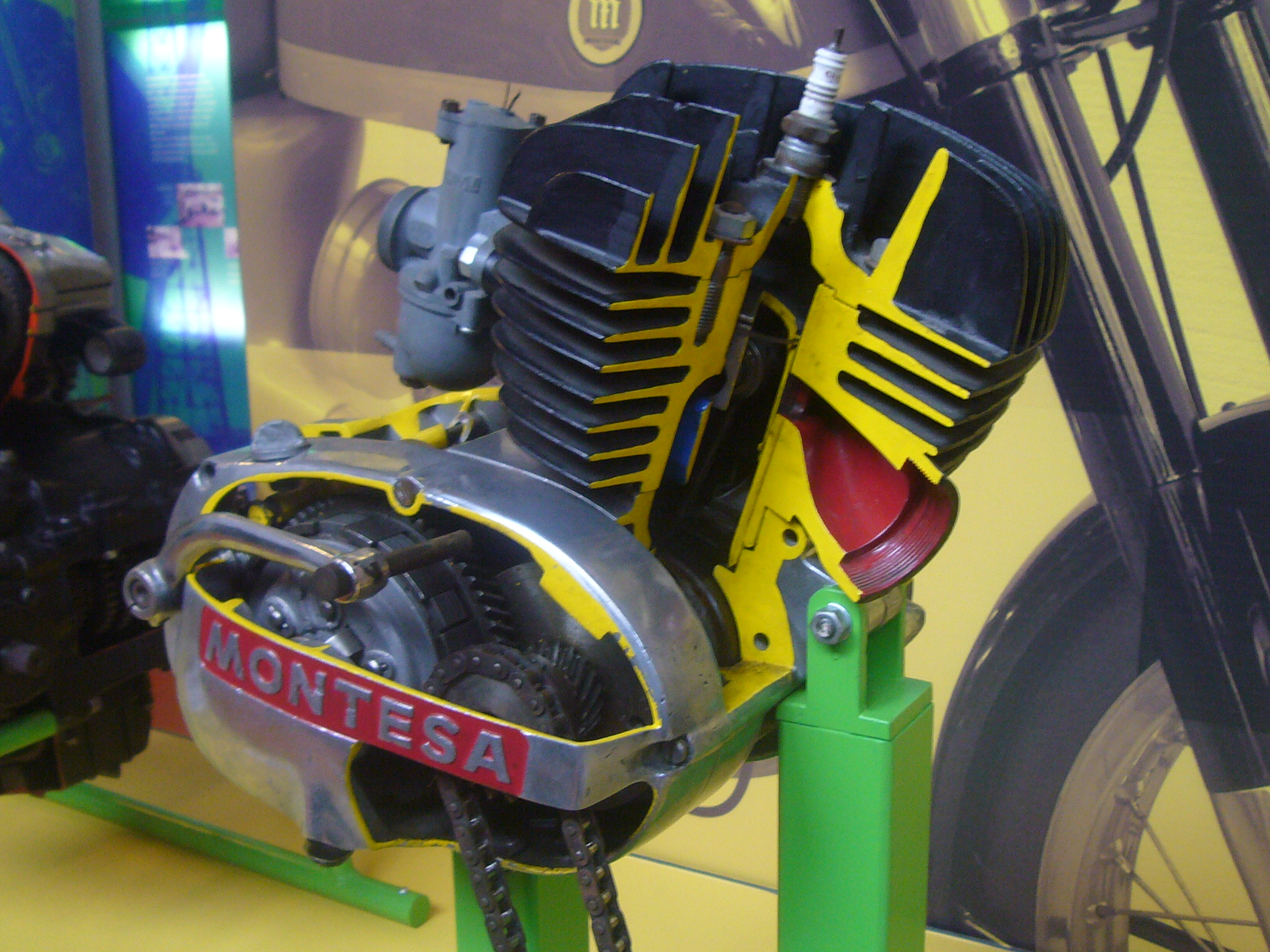
Éclaté d'un moteur Montesa.
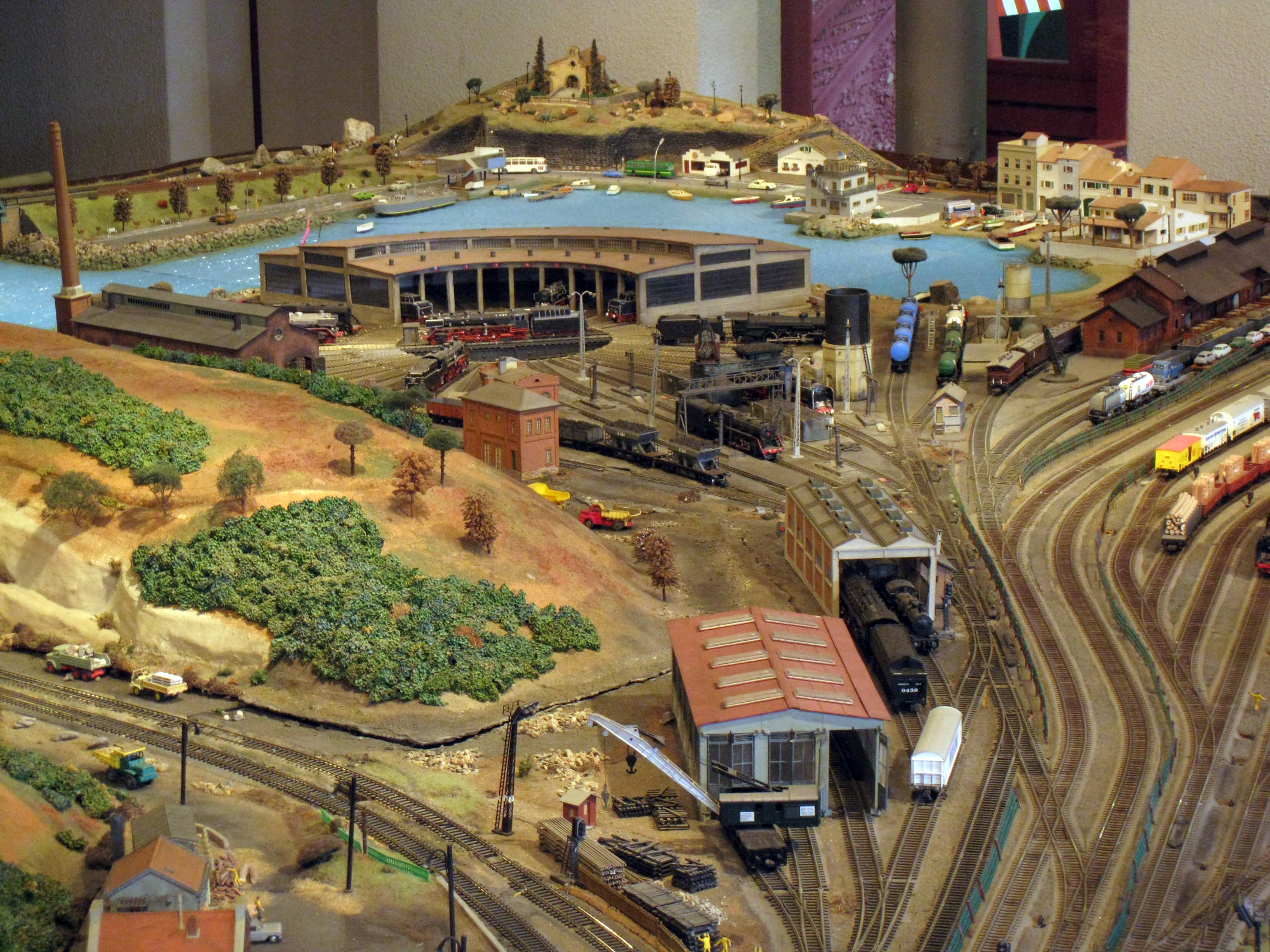
Maquette ferroviaire.
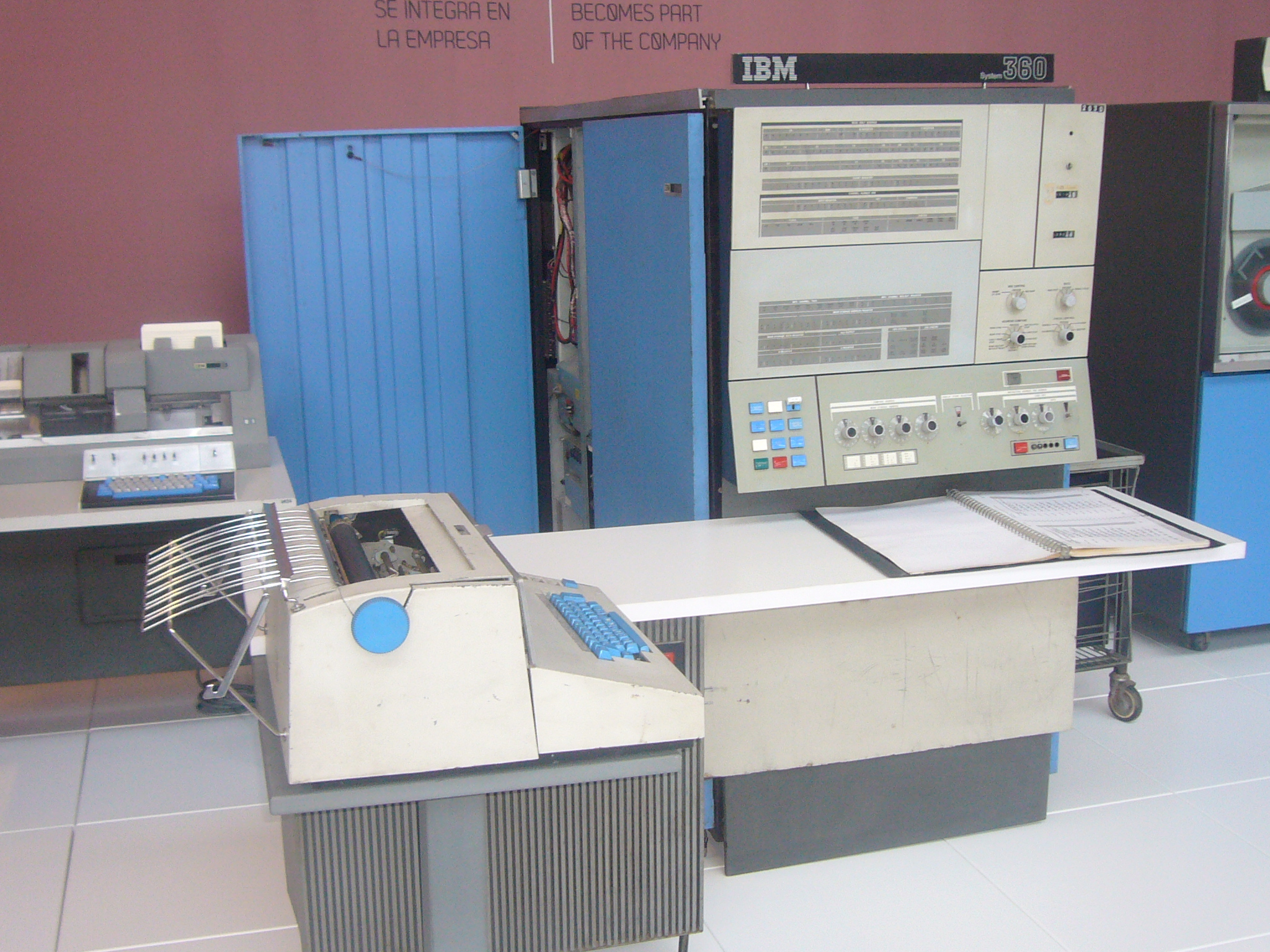
IBM 360.